# Kaires
Kaires (též Kairsu nebo Kóres) byl mudrc ve starověkém Egyptě žijící v blíže neznámé době, nejpravděpodobněji snad ve druhé polovině Staré říše. Na papyru Chestera Beattyho IV je ve skladbě Chvála mudrců a knih z ramessovské doby jeho jméno uvedeno vedle jména Ptahhotepova ve výčtu osmi slavných mužů starověku, jejichž moudrost je „věčná“ a jimž se mezi tehdejšími Egypťany „nikdo nevyrovná“.
Podle reliéfu z ramessovské doby pocházejícího ze Sakkáry a uvádějícího jména několika desítek slavných mužů z Mennoferu byl Kaires vezírem. Vzhledem k jeho věhlasu je velmi pravděpodobné, že byl autorem známého a významného naučení, nicméně žádné z jeho děl není známo. Někteří badatelé se proto domnívají, že by mohl být autorem Naučení pro Kagemniho, jehož jméno se na jediném dochovaném exepláři nedochovalo. Český egyptolog Zbyněk Žába jej uváděl v souvislosti s autorstvím Naučení pro krále Merikarea. Vzhledem k rozdílné době vzniku těchto textů ale Kaires nemohl být autorem obou.